# Running Springs
Running Springs ist ein census-designated place (CDP) im San Bernardino County im US-Bundesstaat Kalifornien. Das U.S. Census Bureau hat bei der Volkszählung 2020 eine Einwohnerzahl von 5.268 ermittelt.

## Geschichte
Die ersten Menschen, die sich hier niederließen, waren die Serrano ("Bergmenschen"). Sie erhielten ihren Namen vom spanischen Priester Pater Garces im Jahr 1776, nannten sich aber Yuhaviatam ("Volk der Kiefern"). Die amerikanischen Ureinwohner siedelten hier aufgrund der reichen natürlichen Ressourcen. Sie sammelten Eicheln und Kräuter und jagten auch Rehe, Kaninchen und andere Wildtiere.
Running Springs war ursprünglich als Hunsaker Flats bekannt, benannt nach Abraham Hunsaker, einem frühen Mitglied eines Mormonenbataillons. Das Gebiet wurde nach dem Ausbau der State Highways in den 1920er Jahren erschlossen. Das Snow Valley Mountain Resort wurde hier in den 1920er Jahren gegründet und war das erste Skigebiet in den San Bernardino Mountains.

## Demografie
Die Volkszählung von 2010 ergab, dass Running Springs 4862 Einwohner hatte. Die Bevölkerungsdichte betrug 1154 Einwohner pro Meile (446 je km²). Die Bevölkerung von Running Springs bestand aus 4.325 (89 %) Weißen, 23 (0,5 %) Afroamerikanern, 47 (1 %) amerikanischen Ureinwohnern, 50 (1 %) Asiaten, 6 (0,1 %) indigenen Hawaiianern oder pazifischen Inselbewohnern, 146 (3,0 %) kamen aus einer anderen ethnischen Gruppe und 265 (5,5 %) stammten von zwei oder mehr ethnischen Gruppen ab. 695 Personen (14,3 %) waren spanischer oder lateinamerikanischer Abstammung.

## Partnerstädte
- Sehmatal, Sachsen, Deutschland